# Lucas Lima (Fußballspieler, 2002)
Lucas Urbano Dias de Lima (* 2. April 2002 in Rio de Janeiro) ist ein schwedisch-brasilianischer Fußballspieler, der aktuell beim Fredrikstad FK in der OBOS-Liga unter Vertrag steht.

## Karriere

### Verein
Lima begann seine fußballerische Ausbildung beim IFK Norrköping, wo er im Januar 2021 einen Profivertrag erhielt. 2018 kam er zu einem Einsatz in der U21-Mannschaft seines Teams. Bei einer 0:1-Niederlage gegen IF Elfsborg debütierte er in der Allsvenskan nach Einwechslung kurz vor Schluss. Im Spiel darauf wurde er gegen Malmö FF erneut eingewechselt und schoss sein erstes Profitor, was seinem Team den 3:2-Sieg bescherte.
Für die zweite Hälfte der Saison 2021 wurde er an Östers IF verliehen und traf dort einmal in 13 Ligaspielen der Superettan. In der Saison 2022 gehört er wieder zum Kader von Norrköping.

### Nationalmannschaft
2017 und 2018 schoss er insgesamt drei Tore in zehn Spielen für diverse Juniorenauswahlen der Schweden.